# Masque binaire
Cet article court présente un sujet plus développé dans : Masque photographique et Photolithographie.

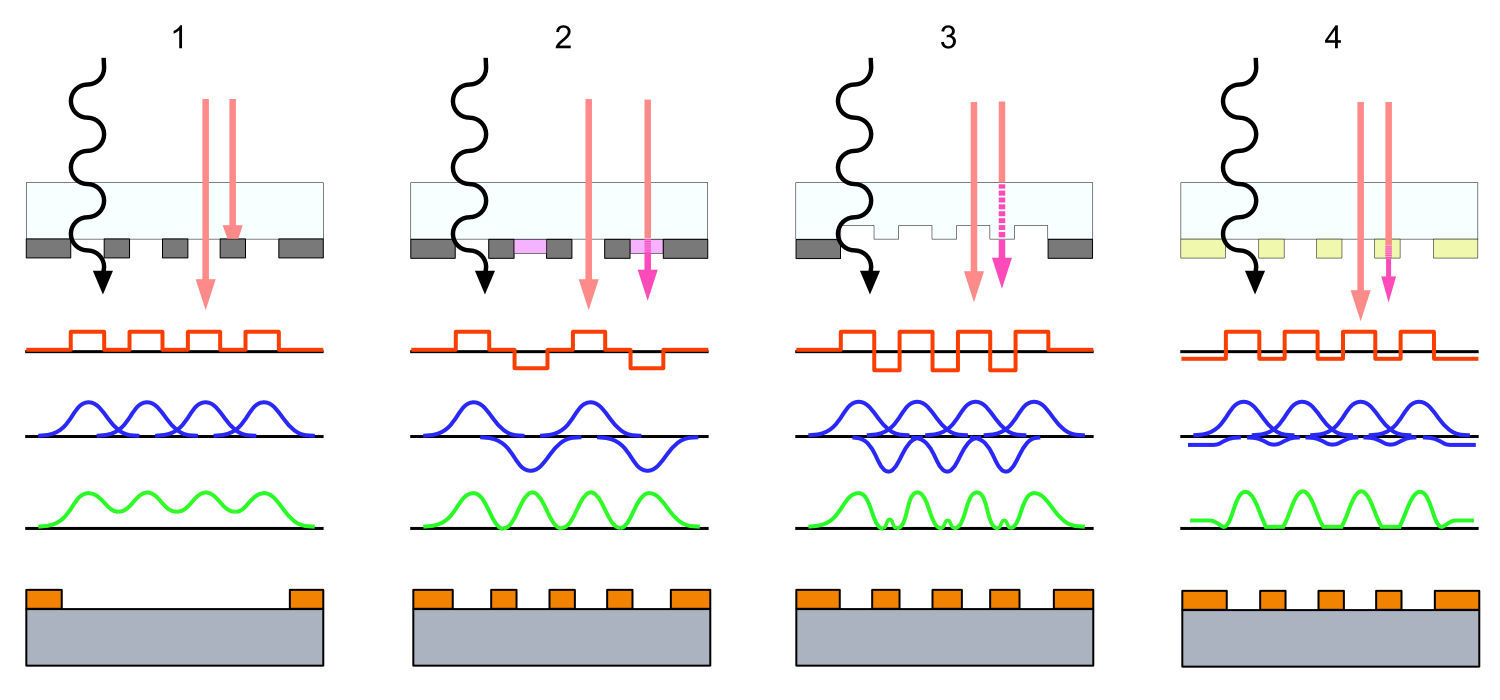
Un masque binaire (1) comparé à plusieurs types de masques à décalage de phase.

En photolithographie et microlithographie, les masques binaires désignent les masques photographiques « conventionnels », lorsqu’on les oppose aux masques à décalage de phase. Dans un masque binaire, les motifs qui doivent être reportés sur la photorésine sont définis par une alternance de zones opaques et transparente sur le masque, tandis que dans un masque à décalage de phase, on joue sur des interférences pour créer les zones sombres et les zones claires.
Typiquement, un masque binaire est constitué d'un substrat de quartz (matériau qui reste transparent dans l'ultraviolet et de motifs en chrome. A longueur d'onde égale, un masque binaire ne permet pas d'avoir des constrastes aussi bons qu'un masque à décalage de phase.